# Euryapsida

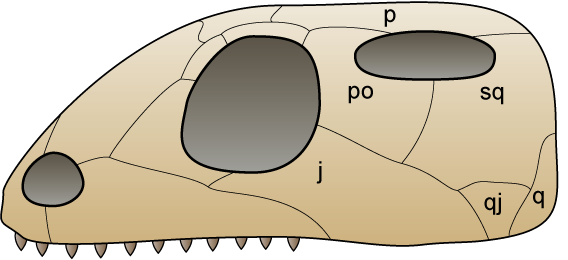
Cráneo generalizado euriápsido, mostrando una única fenestra tras la órbita.
j: yugal, p: parietal, po: postorbital, sq: escamoso, q: cuadrado, qj: cuadratoyugal.

Los euriápsidos (Euryapsida) son un grupo polifilético de saurópsidos (reptiles) que se caracterizan por presentar una única fosa temporal o fenestra sobre el hueso postorbital; los sinápsidos también tienen una sola fenestra, pero situada en la región inferior del postorbital.
Varios linajes no relacionados evolutivamente alcanzaron la condición euriápsida de manera independiente; entre ellos se incluyeron ejemplos de grandes reptiles de la Era Mesozoica, como los plesiosaurios, ictiosaurios, placodontes y etc.
Actualmente los miembros de está configuración craneal se clasifican en Diapsida. Los euriápsidos son grupos de diápsidos que perdieron una fenestra temporal, por su parte las tortugas otro grupo de diápsidos han perdido todas las fenestras temporales.
Esta configuración está presente en varios reptiles que fueron marinos o semiacuáticos.

## Taxonomía
Los siguientes taxones de diápsidos han desarrollado la configuración Euryapsida, sin estar estrechamente emparentados:
- Subclase Diapsida
  - Orden Araeoscelidia†
  - Orden Younginiformes†
  - Género Claudiosaurus†
  - Clado Pantestudines
    - Género Eorhynchochelys†
    - Familia Saurosphargidae†
    - Superorden Sauropterygia†
      - Orden Placodontia†
      - Orden Plesiosauria†
      - Orden Nothosauroidea†
      - Orden Thalattosauria†

  - Infraclase Archosauromorpha
    - Orden Trilophosauria†

  - Infraclase Ichthyosauromorpha†
    - Orden Hupehsuchia†
    - Superorden Ichthyopterygia†
      - Orden Ichthyosauria†
      - Orden Grippidia†

- Datos: Q738195
- Multimedia: Diapsida / Q738195